# Tranorna kommer
Tranorna kommer är ett studioalbum av Ulf Lundell som utgavs 2019 på skivbolaget Parlophone Records i formaten LP och CD. Lundell hade tidigare spelat in låtarna på detta album i akustiska versioner och gett ut dem på albumet Skisser från 2018, men nu valt att spela in några av låtarna med fullt bandackompanjemang. Albumet gick in på plats 3 på Sverigetopplistan i maj 2019, vilket också blev dess bästa placering.

## Låtlista
1. "Tranorna kommer"
2. "Ett som är säkert
3. "Definitivt religion"
4. "Klockorna"
5. "Sommarens vattenspridare"
6. "Sanning är ett udda tal"
7. "Färgat glas"

## Listplaceringar
| Lista (2019) | Topplacering |
| ------------ | ------------ |
| Sverige      | 3            |